# Friedrich Ludwig Wagner (Theologe)
Friedrich Ludwig Wagner (* 22. Juli 1764 in Seeheim; † 15. November 1835 in Darmstadt) war ein deutscher Theologe, Pädagoge und Bibliothekar.

## Leben

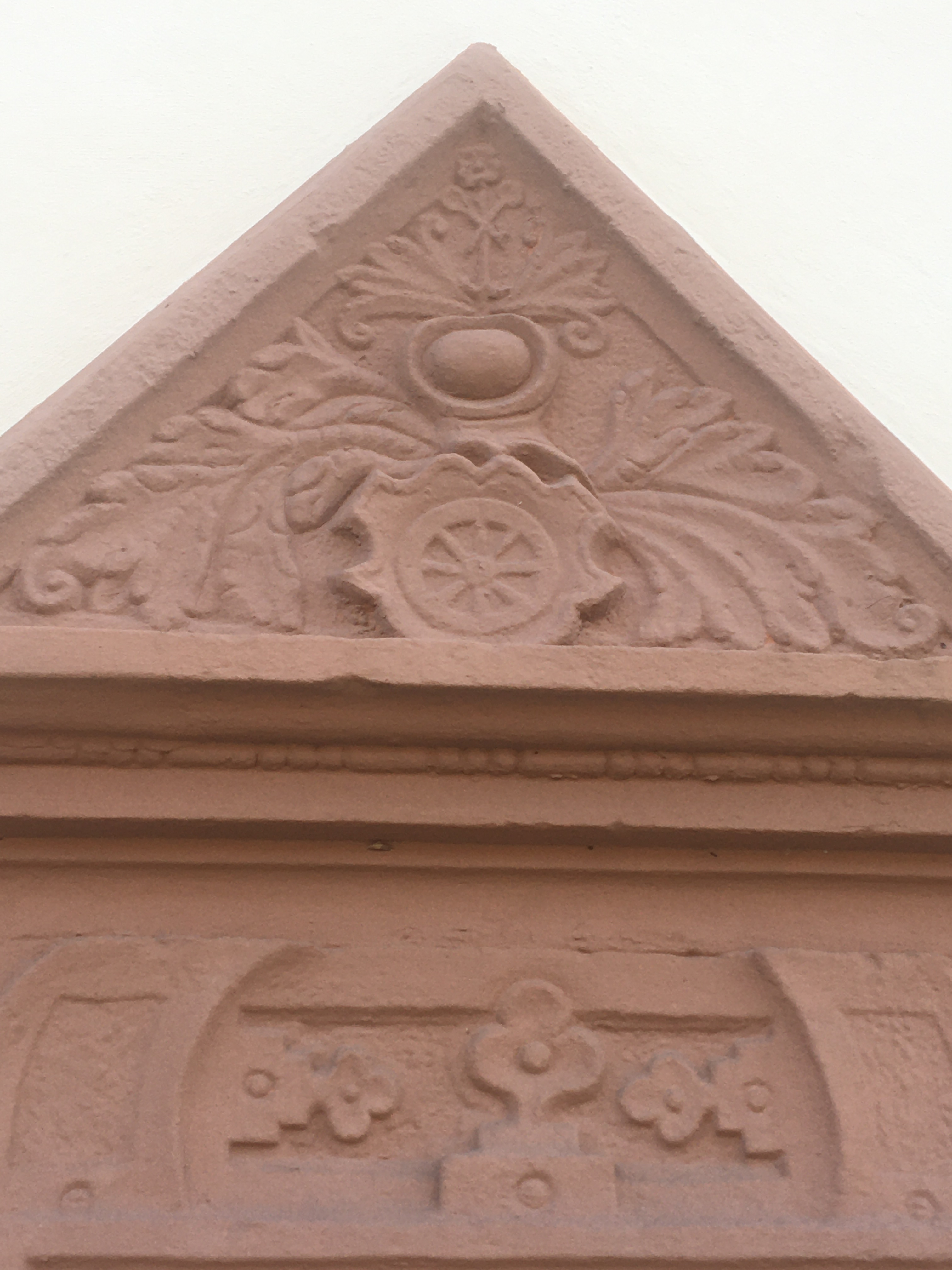
Auf dem 1744 in die äußere Kirchenwand der Michaelskirche in Groß-Bieberau eingemauerten Grabstein der Tochter des Kaplans Johann Wilhelm Wagner (1681–1761) ist das Wappen der Familie Wagner aus Nidda angebracht

Friedrich Ludwig Wagner wurde im Juli 1764 als Sohn des evangelischen Pfarrers Christian Ludwig Wagner (* 1723; † 1779) in Seeheim an der Bergstraße geboren, wodurch er dem Jüngeren Seeheimer Ast des Älteren Cronberger Hauptasts der alten Theologen- und Beamtenfamilie Wagner aus Nidda entsprang, die auf den Magister Nicolaus Plaustrarius Niddanus (* um 1580; † 1645) zurückgeführt wird.
Er fand nach dem frühen Verlust seines Vaters Aufnahme bei seinem als Hof-Glaser tätigen Onkel in Darmstadt. Ebenda besuchte Wagner das Ludwig-Georgs-Gymnasium. Nach der Reifeprüfung studierte er Evangelische Theologie in Gießen. Dort freundete er sich mit dem evangelischen Theologen und Pädagogen Friedrich Heinrich Christian Schwarz (1766–1837) an. 1785 machte Wagner sein theologisches Examen. Ab 1786 war er Hauslehrer bei einer Familie in Hachenburg. Wagner verfasse literarische Arbeiten und war als Übersetzer tätig. So übersetzte er eine Biografie über den französischen Naturforscher Georges-Louis Leclerc de Buffon (1707–1788).
1790 wurde er Lehrer an einer Mädchenschule in Darmstadt. Vier Jahre später trat er als Lehrer an das Ludwig-Georgs-Gymnasium in Darmstadt über. Ab 1802 war er Garnisonsprediger und seit 1803 außerdem nebenamtlicher Hofbibliothekar. Ab 1806 war er zudem Kirchen- und Schulrath und Mitglied der Landesbehörde für Kirchen- und Schulwesen. Er war Mitglied der Darmstädter Freimaurerloge Johannes der Evangelist zur Eintracht.
Wagner leitete die Hofbibliothek in Darmstadt bis 1811. In seine Amtszeit fällt insbesondere die Neuregelung der Pflichtexemplare, die der Hofbibliothek zugutekamen.
Friedrich Ludwig Wagner ehelichte 1796 Caroline Friederike Dorothea Rube (* 1774; † 1835) eine Tochter des Oberlazarettchirurgen Johann Melchior Rube (* 1739; † 1794) und begründete den Mittelsten Darmstädter Zweig seines Geschlechts. Er war außerdem der Schwager des Apothekers und Landtagsabgeordneten Ernst Ludwig Rube (* 1783; † 1870).
Aus seiner Ehe mit Caroline Friederike Dorothea Wagner geb. Rube entstammten die folgenden vier Kinder:
- Amalie Friederike (* 1798; † 1800)
- Sophie Wilhelmine (* 1800; † 1874)

⚭ 1824 Franz Rudolf Merck (* 1791; † 1835), Hofgerichtssekretär, Sohn des Apothekers Johann Anton Merck
- Henriette Friederike (* 1801; † 1858), blieb unverheiratet
- Dr. Karl Ernst Friedrich (* 1802; † 1879), Gymnasiallehrer, Geheimer Oberstudienrat, Rat bei der Oberstudiendirektion

⚭ 1829 Christiane Charlotte Sell (* 1806; † 1876), Tochter des Hofrats Georg Sell
Friedrich Ludwig Wagner starb im November 1835 in Darmstadt wenige Monate nach seiner Ehefrau. Sein Neffe war der Hofrat, Geometer und Bürgermeister von Roßdorf bei Darmstadt Georg Wilhelm Justin Wagner.

## Veröffentlichungen
- 1789: Buffons Leben nebst dessen Theorie der Erde und Epochen der Natur. Aus dem Französischen, Frankfurt am Main und Leipzig.
- 1796: Handbuch der Jugend in Bürgerschulen, Frankfurt am Main.
- 1806: Ewiger Musenalmanach junger Germanen, Frankfurt am Main.